# 喜劇 愛妻物語
『喜劇 愛妻物語』は、2020年公開の日本映画。監督・脚本は足立紳。自身の自伝的小説『喜劇 愛妻物語』（『乳房に蚊』から改題）を原作としている。

## キャスト
- 柳田豪太：濱田岳[2]
- 柳田チカ：水川あさみ[2]
- 柳田アキ：新津ちせ[2]
- 吾妻：大久保佳代子[2]
- 代々木（プロデューサー）：坂田聡[2]
- 臼井（脚本家）：宇野祥平[2]
- 杉森菜々美（高速でうどんを打つ女子高生）：河合優実[2]
- 警官：黒田大輔[2]
- 酔いつぶれた女性：冨手麻妙[2]
- スタッフ（さぬきワイナリー）：眼鏡太郎[3]
- 監視員（小豆島ヘルシービーチ）：渡辺紘文[4]
- 寺井文孝
- チカの同僚：後藤ユウミ[5]
- 若いお母さん：廣川真菜美[6]
- テレビで謝罪する男：森本のぶ[7]
- 横江泰宣[8]
- 坂本義也：田村祐貴[9]
- 橘進之助
- ホテルのカップル：岡田健太郎、新名莉奈
- 藤原杏香（ホテルフロント係）：合田恵
- 中越恵美
- 石垣登
- 仁科恭子
- 前川昌司
- 長町夏希[10]
- 福家正洋
- ケン（吾妻の息子）：松本悠希[11]
- Youtuber：徳利[12]
- 山川武士
- 菊嶌稔章
- Terry
- 由美：夏帆[2]
- 菜々美の母：ふせえり[2]
- 菜々美の父：光石研[2]

## スタッフ
- 監督 - 足立紳
- 原作 - 足立紳：「喜劇 愛妻物語」（幻冬舎文庫）
- 脚本 - 足立紳
- 製作 - 川城和実、潮田一、宮前泰志、古迫智典
- エグゼクティブプロデューサー - 濱田健二
- プロデューサー - 西川朝子、代情明彦
- アソシエイトプロデューサー - 森重宏美、長汐祐人
- ラインプロデューサー - 鶴岡智之
- 音楽 - 海田庄吾
- 撮影 - 猪本雅三（J.S.C.）
- 照明 - 山本浩資
- 録音・効果 - 西條博介
- 美術 - 平井淳郎
- 編集 - 大関泰幸
- スクリプター - 渡邉あゆみ
- 衣装 - 田口慧
- ヘアメイク - 花村枝美
- キャスティング - 田端利江
- 助監督 - 松倉大夏
- 制作担当 - 柳澤真
- スチール - 内堀義之
- 製作 - 『喜劇 愛妻物語』製作委員会（バンダイナムコアーツ、AOI Pro.、カラーバード、キュー・テック）
- 制作プロダクション - AOI Pro.
- 配給 - キュー・テック / バンダイナムコアーツ

## 受賞
- 第12回 TAMA映画賞
  - 最優秀女優賞（水川あさみ）[13]
  - 最優秀男優賞（濱田岳）[13]
- 第75回毎日映画コンクール
  - 女優主演賞（水川あさみ）[14]
- 第94回キネマ旬報ベスト・テン
  - 主演女優賞（水川あさみ）[15]
- 第32回東京国際映画祭
  - 最優秀脚本賞（足立紳）[16]
- 第45回報知映画賞
  - 女優主演賞（水川あさみ）[17]
- 第42回ヨコハマ映画祭
  - 女優主演賞（水川あさみ）[18]
  - 脚本賞（足立紳）[18]